# Чемпионат Латвии по футболу 1923
Чемпиона́т Ла́твии по футбо́лу 1923 го́да (латыш. 1923. gada Latvijas čempionāts futbolā) — третий розыгрыш чемпионата Латвии по футболу.

## Турнирная таблица

### Рижская группа
| М | Команда                    | И  | В | Н | П | Мячи    | ±   | О  |
| - | -------------------------- | -- | - | - | - | ------- | --- | -- |
| 1 | Кайзервальд                | 10 | 7 | 2 | 1 | 44 − 8  | +36 | 16 |
| 2 | Ригас ФК                   | 10 | 7 | 1 | 2 | 26 − 11 | +15 | 15 |
| 3 | Латвияс Спорта биедриба    | 10 | 5 | 4 | 1 | 19 − 11 | +8  | 14 |
| 4 | Аматиерис                  | 10 | 3 | 3 | 4 | 13 − 21 | −8  | 9  |
| 5 | Яунеклю кристига савиениба | 10 | 1 | 1 | 8 | 13 − 28 | −15 | 3  |
| 6 | Унион                      | 10 | 1 | 1 | 8 | 11 − 47 | −36 | 3  |

И — игры, В — выигрыши, Н — ничьи, П — проигрыши, Мячи — забитые и пропущенные голы, ± — разница голов, О — очки

### Провинциальная группа
LNJS (Лиепая) победил в турнире клубов Курземе, Земгале, Видземе и Латгалии.

## Финал
| Команда 1          | Счёт | Команда 2     |
| ------------------ | ---- | ------------- |
| Кайзервальд (Рига) | 4:0  | LNJS (Лиепая) |